# Sergey Lipinets
Sergey Lipinets est un boxeur russe né le 23 mars 1989 à Martuk, Kazakhstan.

## Carrière
Passé professionnel en 2014, il remporte le titre vacant de champion du monde des poids super-légers IBF le 4 novembre 2017 en s'imposant aux points face à Akihiro Kondo. Lipinets s'incline dès le combat suivant contre Mikey Garcia le 10 mars 2018.